# 1232 Cortusa
Cortusa (asteroide 1232) é um asteróide da cintura principal com um diâmetro de 33,13 quilómetros, a 2,7934343 UA. Possui uma excentricidade de 0,1252712 e um período orbital de 2 084,46 dias (5,71 anos).
Cortusa tem uma velocidade orbital média de 16,6671079 km/s e uma inclinação de 10,27891º.
Esse asteroide foi descoberto em 10 de Outubro de 1931 por Karl Reinmuth.